# هوپ‌ول، شهرستان بردلی، تنسی
هوپ‌ول(به انگلیسی: Hopewell) شهری در ایالت تنسی کشور ایالات متحده آمریکا است که جمعیت آن در سرشماری سال ۲۰۱۰ میلادی، ۱٬۸۷۴ نفر بوده‌است.